# Sztellarátor

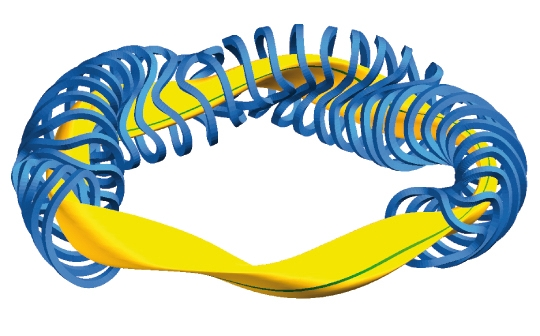
Példa a sztelarrátorra, amelyet a Wendelstein 7-X kísérleti reaktorban használnak: A tekercs (kék) körbeveszi a plazmát (sárga). A mágneses erővonal zölddel van feltüntetve a sárgával feltüntetett plazma felületén

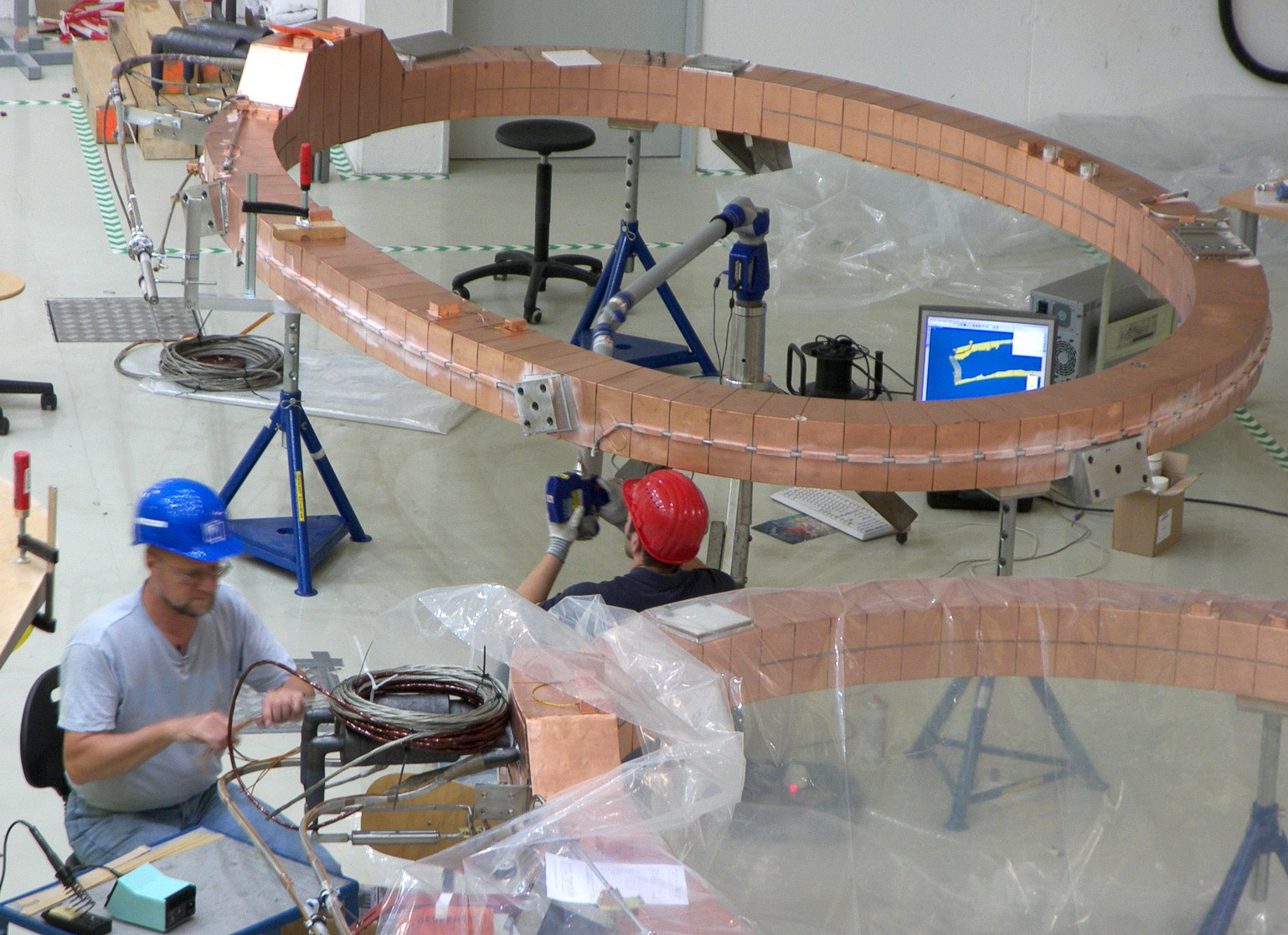
Wendelstein 7-X, Greifswald, Németország

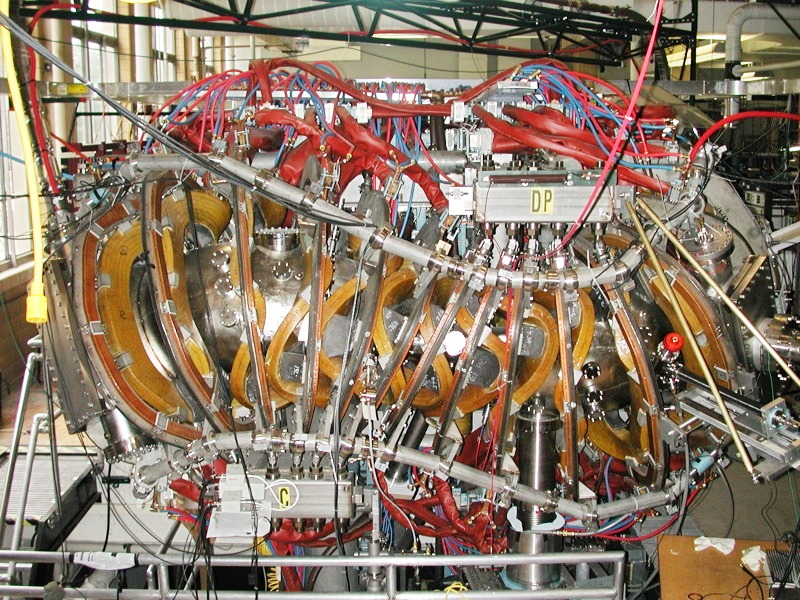
HSX sztellarátor

A sztellarátor egy olyan berendezés, amely nagy hőmérsékletű plazmát képes egyben tartani, mágneses mező segítségével, annak érdekében, hogy ellenőrzött magfúziós reakciót tartson fenn. A név a csillagokéhoz hasonló energiatermelés lehetőségére utal.
Egyike a legkorábbi, ellenőrzött fúziót lehetővé tevő berendezéseknek, feltalálója Lyman Spitzer, akinek 1951-ben egy síkiránduláson jött az ötlete. A  legelső kísérleti modell, a Model A, már 1953-ban működőképes volt. Nagyobb modellek követték, de ezek teljesítménye a vártnál jóval alacsonyabb volt. A sztellarátorok nagy hírnévnek örvendtek az 1950-es és 1960-as években, de a jobban teljesítő tokamak megjelenése vezetett ahhoz, hogy elestek a népszerűségtől 1970-re.
Az 1990-es években a tokamak elgondolásaival kapcsolatos problémák ahhoz vezettek, hogy ismét az érdeklődés tárgya lett a sztellarátor, melynek eredményeként számos új berendezés épült. Említésre méltó modern sztellarátorok a németországi Wendelstein 7-X, a Helically Symmetric Experiment (HSX) az Egyesült Államokban, és a Large Helical Device Japánban.

## Leírás

### Háttér
A korai fúziós kutatás két ágra oszlott; vannak berendezések, amelyek a fúziós üzemanyag pár pillanatig nagy sűrűségűre való összenyomásán alapultak (mint a pinch), ezeket elsősorban az Egyesült Királyságban kutatták; és vannak azok, amelyek kisebb sűrűségen, de hosszabb ideig tudnak működni, mint a „mágneses tükör” és a sztellarátor. A későbbi rendszerekben a kulcsproblémát az jelentette, hogy a plazmát minél hosszabb ideig tartsák egyben anélkül, hogy a legnagyobb energiájú részecskék megszökjenek a berendezésből.
A plazma elektromos töltéssel rendelkezik, tehát hat rá a Lorentz-erő, ezáltal jól elhelyezett mágnesekkel be lehet zárni egy adott térfogatba. A legegyszerűbb módja ezt megérteni, ha elképzelünk egy tekercset, amely csigavonal alakú drótból áll, ami körbe van tekerve egy hengeres vázon. A plazmára egy erő fog hatni, amely arra készteti, hogy elhagyja a tekercset a másik végén.
Egy megoldás erre a problémára az, ha a tekercset önmagába hajlítjuk, egy gyűrűt képezve. Bár ebben az esetben a mágneses tér nem lenne uniform, ami miatt egy idő után a plazma a tekercs falához érve elhagyná azt.

### Újabb ötletek
A sztellarátor alapötlete az, hogy a kihasználja azokat a területeket, ahol változik a mágneses tér, hogy a részekre ható erőket kiegyenlítse. Spitzer elképzelése szerint a mágnesek helyes elrendezésével érné ezt el, de a modern rendszerek egy sor különféle alakú mágnest használnak, különféle elrendezésekben.
A pinch és a tokamak típusú berendezések kizárólag a mágneses térre hagyatkoznak, de használnak további egyben tartó erőket azáltal, hogy elektromos áramot vezetnek a plazmán keresztül. Ezek az elektromos erők nagyon erős egyben tartó erőket eredményeznek, de ugyanakkor a plazma instabilitását is okozzák. Ahogy az elektromos feszültség nőtt az 1980-as évek tesztjeiben, úgy tűnt, hogy ez komoly problémához vezet, ami miatt a sztellarátor iránt megint megnőtt az érdeklődés.

## Konfigurációk
Számos különféle konfigurációja létezik a sztellarátoroknak, mégpedig:
TorsatronEgy sztellarátor folytonos spirális tekerccsel. Helyettesíthető egy sor, nem folytonos tekercs egymásutánjával, ami ugyanazt az eredményt adja.
HeliotronOlyan sztellarátor, amelyben a spirális tekercs együtt egy pár poloid mező tekerccsel, amelyek függőleges teret indukálnak, végzi a plazma kontrollálását. Toroid mező tekercsek is használhatók, hogy a mágneses felület jellemzőit kontrollálják. A Large Helical Device Japánban ezt a konfigurációt használja.
Modulár sztellarátorSztellarátor egy pár moduláris tekerccsel és megtűrt toroid tekerccsel. pl. HSX
HeliacA spirál tengelyű sztellarátor, amelyben a mágneses tengely egy spirál út mentén toroid csigavonalat alkot sima gyűrű helyett. A megtűrt plazma egy tűrődést indukál a mágnese erőtér vonalakban, hogy megelőzze a plazma elcsúszását, és általában nagyobb tűrődést eredményez, mint a torsatron vagy a heliotron, főleg a plazma közepéhez közel. Az eredeti heliac csakis körkörös tekercsből áll, a rugalmas heliac (H-1NF, TJ-II, TU-Heliac) hozzáad egy kis csavaros tekercset, hogy lehetővé tegye a csavarodás változtatható legyen egészen 2 tényezővel.
Heliascsavaros korszerűsített sztellarátor egy optimizált moduláris tekercset használ, hogy párhuzamosan elérjen magas plazma hőmérsékletet, alacsony Pfirsch-Schulter feszültséget és jó kontrollt a nagy energiájú részecskék felett.  A helias a legígéretesebb sztellarátor egy erőműhöz.[forrás?] A Wendelstein 7-X berendezés alapelve egy öt térperiódusú helias konfiguráció.

## Összehasonlítás a tokamakkal

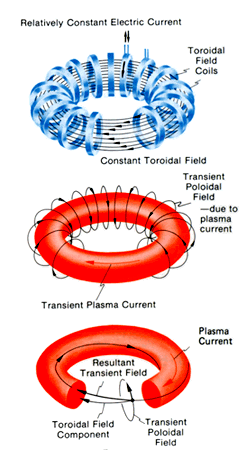
Tokamak mágneses tér és feszültség

Habár rendelkeznek toroid mágneses tér topológiával, a sztellarátorok abban különböznek a tokamaktól, hogy  azimutálisan nem szimmetrikusak. Inkább diszkrét rotációs szimmetriával rendelkeznek, gyakran ötszörös szimmetriával, mint egy szokásos ötszög.
Vitatott dolog, hogy a sztellarátorok fejlettsége nem ér fel a tokamakéval, de belső stabilitásuk miatt mai napig is használják és fejlesztik a sztellarátorokat.
Az erőtér, a plazma és a konténer háromdimenziós természete sokkal bonyolultabbá teszi, hogy elméleti vagy kísérleti méréseket végezzenek a sztellarátoron. A tokamak megtervezése és kivitelezése könnyebb.
Habár a sztellarátoroknak, ellentétben a tokamakkal, nem kell toroid feszültség, ezáltal lehetségessé válik, hogy oly módon optimizálják a sztellarátort, ahogyan a tokamakot lehetetlen.

## Friss eredmények

### Optimizálás a veszteségek csökkentésére
A mágneses térbe való bezárás célja, hogy minimalizálja az energia átadást a mágneses térben. Sztellarátoroknál gyakran előfordul, hogy a részecskék a változó mágneses térben úgymond csapdába esnek, ezáltal energia hagyja el a rendszert.
A University of Wisconsin villamosmérnök professzora, David Anderson és kutató asszisztense, John Canik bebizonyították 2007-ben, hogy a HSX képes túljutni ezen a lényeges akadályon a plazmakutatásban. A HSX az első sztellarátor, amely kváziszimmetrikus mágneses teret használ. A csapat megtervezte és megépítette a HSX-et azzal a jóslattal, hogy a kváziszimmetria csökkenteni fogja az energiavesztést. Ahogyan a kutatási eredmény mutatja, pontosan ez történt. "This is the first demonstration that quasisymmetry works, and you can actually measure the reduction in transport that you get," mondja Canik.
Az újabb Wendelstein 7-X Németországban arra van tervezve, hogy megközelítse az omnigeneitást, ami szükséges de nem elégséges feltétele a kváziszimmetriának.

## Fordítás
- Ez a szócikk részben vagy egészben  a   Stellarator című angol Wikipédia-szócikk ezen változatának fordításán alapul.  Az eredeti cikk szerkesztőit annak laptörténete sorolja fel. Ez a jelzés csupán a megfogalmazás eredetét és a szerzői jogokat jelzi, nem szolgál a cikkben szereplő információk forrásmegjelöléseként.